# Herrmann Bachstein
Louis Herrmann Bachstein (* 15. April 1834 in Apolda; † 4. Februar 1908 in Berlin) war ein deutscher Bauunternehmer und Eisenbahnunternehmer. Er war Initiator und Betreiber bzw. Teilhaber von über 60 Straßenbahn- und Eisenbahngesellschaften in Deutschland und im Ausland, insbesondere von Klein- und Nebenbahnen.

## Leben

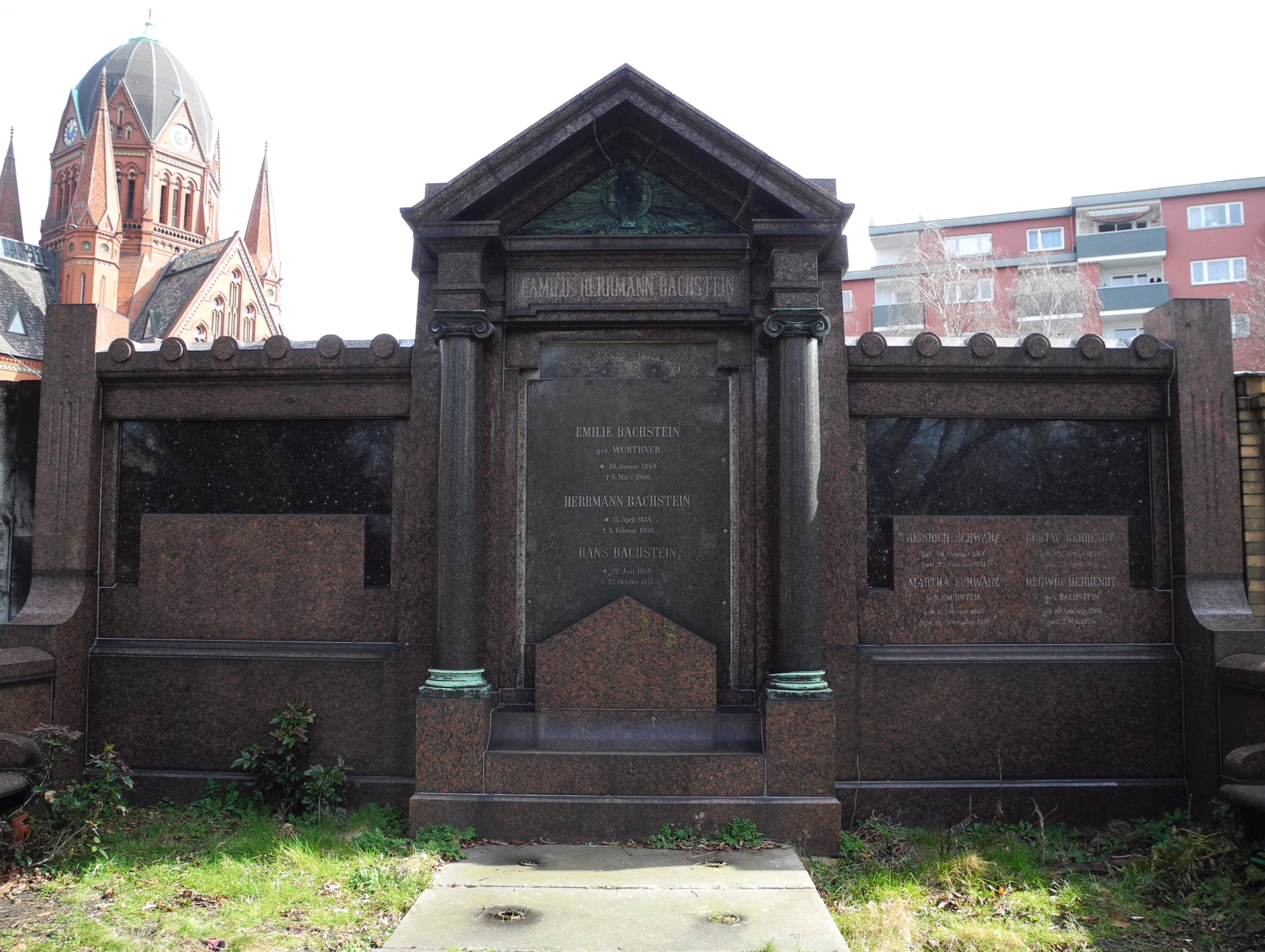
Grabmal Bachstein

Bachstein wurde als Sohn eines Kupferschmiedemeisters in Apolda geboren, er erlernte ab 1850 das Handwerk des Zimmerers. Nach Zwischenstationen an der Gewerbeakademie Chemnitz und der Baugewerkschule Holzminden studierte er ab 1856 an der Berliner Bauakademie. Seit 1859 als Baumeister tätig, arbeitete Hermann Bachstein ab 1864 für den Eisenbahnunternehmer Bethel Henry Strousberg.
Ende der 1860er Jahre hatte Bachstein einige Bahnen bauen lassen, aber erst nach dem Konkurs Strousbergs 1874 stieg er selber in großem Maßstab ins Bahnbaugeschäft ein. Bachstein gründete 1879 in Berlin die Centralverwaltung für Secundairbahnen Herrmann Bachstein (CV), die 1883 in Form einer Offenen Handelsgesellschaft (OHG) ins Handelsregister eingetragen wurde. Diese wurde 1933 in eine GmbH umgewandelt. Er gründete als Tochtergesellschaft unter anderem 1895/1897 die Süddeutsche Eisenbahn-Gesellschaft (SEG) mit Sitz in Darmstadt, auf die einige Bahnen der CV übergingen und deren Aufsichtsratsvorsitzender er wurde.
1882 gründete Herrmann Bachstein gemeinsam mit dem britischen Investor Sir Henry Wathley Tyler die Berliner Krahn-Gesellschaft H. Bachstein & Co. mit Sitz in Berlin, Kronprinzenufer 8. Sie ließ fünf Dampfkräne am Schöneberger Ufer, am Nordhafen und am Humboldthafen errichten, die das Entladen der massenhaft benötigten Ziegelsteine aus den aus dem Havelland ankommenden Kähnen erleichtern und beschleunigen sollten.
Neben Bahnbauten übernahm Bachstein auch andere Projekte in aller Welt, das letzte Vorhaben war der Bau des Karawankentunnels in Österreich. Nach dem Tod von Herrmann Bachstein im Jahre 1908 übernahm sein Sohn Herrmann Bachstein junior (1876–1944) die Geschäfte. 1923 wurden die in Thüringen gelegenen Bahnen der CV zur Thüringische Eisenbahn-AG (Theag) zusammengefasst. Aus der CV entstand die heutige Verkehrsbetriebe Bachstein GmbH.
1916 beteiligte sich Herrmann Bachstein an der Bayerische Flugzeug-Werke AG (BFW AG), die mit Unterstützung des Staates Bayern aus den unwirtschaftlich arbeitenden Gustav Otto Flugmaschinenwerken in München hervorging. Der Firmensitz lag am Oberwiesenfeld. Die Anlagen der Otto-Werke am Münchner Firmensitz wurden übernommen, der Eigentümer Gustav Otto (1883–1926) ausbezahlt. Der auf den 7. März 1916 datierte Handelsregistereintrag mit einem Grundkapital von einer Million RM nennt als Gesellschafter die Bank für Handel und Industrie, Berlin (36 %), die MAN AG (30 %) und die Firma Hermann Bachstein, Berlin (34 %). Die BFW AG hatte 1917 eine Belegschaft von 2.400 Personen und baute monatlich 200 Flugzeuge. Sie war Vorläufer der Bayerischen Motorenwerke (BMW).
Er war verheiratet mit Emilie geb. Würthner (* 30. Januar 1840, † 6. März 1900). Ihre Tochter Elsa (1878–1968) heiratete 1905 Walther Huth, der ab 1909 ein Pionier der deutschen Luftfahrtindustrie war.
Herrmann Bachstein war Bauherr einer von den Berliner Architekten Cremer & Wolffenstein entworfenen und 1890 erbauten Villa in Berlin-Grunewald, Bismarckallee 32.
Herrmann Bachstein starb 1908 im Alter von 73 Jahren in Berlin und wurde auf dem Friedhof I der Jerusalems- und Neuen Kirche vor dem Halleschen Tor beigesetzt. Sein repräsentatives Grabmal mit antikisierender Grabwand aus rotbraunem Granit ist erhalten.